# Джелькеджи-Эли
Джелькеджи-Эли (крымскотат. Cılqıcı Eli, Джылкъыджы Эли) — исчезнувшее село в Ленинском районе Республики Крым, располагавшееся на юго-востоке центре района, примерно в 4 км к юго-востоку от современного села Пташкино

## История
Первое документальное упоминание села встречается в Камеральном Описании Крыма… 1784 года, судя по которому, в последний период Крымского ханства Илкиджи Эли входил в Дин Керченский кадылык Кефинского каймаканства. После присоединения Крыма к России (8) 19 апреля 1783 года, (8) 19 февраля 1784 года, именным указом Екатерины II сенату, на территории бывшего Крымского Ханства была образована Таврическая область и деревня была приписана к Левкопольскому, а после ликвидации в 1787 году Левкопольского — к Феодосийскому уезду Таврической области. Перед Русско-турецкой войной 1787—1791 годов производилось выселение крымских татар из прибрежных селений во внутренние районы полуострова, в ходе которого в Элиджи-Эли был переселён 71 человек. В конце войны, 14 августа 1791 года всем было разрешено вернуться на место прежнего жительства. После Павловских реформ, с 1796 по 1802 год, входила в Акмечетский уезд Новороссийской губернии. По новому административному делению, после создания 8 (20) октября 1802 года Таврической губернии, Джелькеджи-Эли был включён в состав Акмозской волости Феодосийского уезда.
По Ведомости о числе селений, названиях оных, в них дворов… состоящих в Феодосийском уезде от 14 октября 1805 года, в деревне Елиджели числилось 22 двора и 162 жителя. На военно-топографической карте генерал-майора Мухина 1817 года деревня Елчикеле обозначена с 30 дворами. После реформы волостного деления 1829 года Эль Кедже Эли, согласно «Ведомости о казённых волостях Таврической губернии 1829 года», отнесли к Чурубашской волости (переименованной из Аккозской). На карте 1836 года в деревне 11 дворов. Видимо, вследствие эмиграции крымских татар в Турцию, деревня опустела и на карте 1842 года Джилкиджи-эли обозначен условным знаком «малая деревня», то есть, менее 5 дворов.
В 1860-х годах, после земской реформы Александра II, деревню приписали к Сарайминской волости. Согласно «Списку населённых мест Таврической губернии по сведениям 1864 года», составленному по результатам VIII ревизии 1864 года, Джилкеджи-Эли — владельческая татарская деревня с 20 дворами, 170 жителями и мечетью при колодцах. По обследованиям профессора А. Н. Козловского начала 1860-х годов, в селении «имеется хорошая пресная вода» в колодцах глубиной 1—5 саженей (от 2 до 10 м). Также имелись ауты, которые с наступлением лета высыхали (Аут — небольшой пруд в степном Крыму, наполнявшийся дождевой и талой водой). На трёхверстовой карте Шуберта 1865—1876 года в деревне Джеилкиджи-Эли обозначено 12 дворов. По «Памятной книге Таврической губернии 1889 года», по результатам Х ревизии 1887 года, в деревнях Кыр-Кояш, Кончек, Узунлар, Чокур-Кояш, Чонгелек,Чобак и Элькеджи-Эли вместе числилось 152 двора и 847 жителей. По «…Памятной книжке Таврической губернии на 1892 год» в безземельной деревне Джелькеджи-Эли, не входившей ни в одно сельское общество, жителей и домохозяйств не числилось. На верстовой карте Крыма 1896 года в селении обозначено 10 дворов с русско-татарским населением, причем состоящим из отстоящих на 500 м частей (русская севернее, татарская южнее). По «…Памятной книжке Таврической губернии на 1902 год» в деревне Элькедже-Эли, входившей в Сарайминское сельское общество, числилось 93 жителя, домохозяйств не имеющих, причём, определить, к «старому» или «новому» селению относятся данные, не представляется возможным. Видимо, вскоре деревня опустела, поскольку в дальнейшем в доступных исторических документах не встречается, а название, в форме Элькеджи-Эли (современное Пташкино), унаследовала возникшая в начале XX века немецкая колония, расположившаяся на 4 км севернее.

### Динамика численности
- 1805 год — 162 чел.[12]
- 1864 год — 170 чел.[18]
- 1889 год — 847 чел.[22][27]
- 1892 год — 0 чел.[23]
- 1902 год — 93 чел.[25]